# كارل بيرناردي
كارل بيرناردي (بالألمانية: Karl Bernhardi)‏ (و. 1799 – 1874 م) هو أمين مكتبة، وكاتب، وسياسي، وأستاذ جامعي ألماني، توفي في كاسل، عن عمر يناهز 75 عاماً.

## مناصب
تولى منصب عضو مجلس النواب البروسي ‏
- Member of the Customs Parliament ‏
- عضو برلمان فرانكفورت  [لغات أخرى]‏

.

## التعليم
تعلم في جامعة ماربورغ، وتعلم في State University of Leuven ‏
.